# Koruzna omaka
Koruzna omaka ali fermentirana koruzna omaka se pridobiva s fermentacijo koruznega škroba (primarni substrat). Uporablja se kot prehranska začimba in sestavina, tako v obliki paste kot v obliki prahu. Koruzna omaka ima tako kot sojina omaka značilen slani okus. Uporablja se za aromatiziranje jedi, vključno z juhami, jušnimi osnovami in omakami.

## Okus in uporaba
Koruzna omaka je mešanica prostih in vezanih aminokislin, organskih kislin in njihovih soli, produktov Maillardove reakcije in mineralov. Senzorična analiza opisuje koruzno omako z značilnimi slanimi okusi, vključno s »ksian« (鲜 v kitajščini), umami (うま味 japonščina), karamelizirano, praženo, z rahlim okusom po kvasu, mesnato, slano in sladko.
Okus koruznih omak je bil predmet raziskav, ki kažejo, da je kompleksnost okusa posledica sestave soli in fermentacijskih metabolitov, aminokislin, ocetne kisline, ribotidov, kratkih peptidov in ogljikovih hidratov. Poleg tega so bili glutamil-dipeptidi opredeljeni kot razred spojin, ki obogatijo okus.
Okus koruzne omake je privedel do uporabe kot začimbe. Tako kot ekstrakt kvasa, sojina omaka in hidrolizirane rastlinske beljakovine zaokroži aromo in okus.

## Postopek izdelave
Primerljivo s proizvodnjo sojine omake, koruzno omako dobimo s fermentacijo, imenovano tudi varjenje. V procesu fermentacije se uporabljajo bakterije rodu Corynebacterium. Parametri fermentacije se nadzorujejo glede na čas, temperaturo in pH-vrednost. Po fermentaciji sledi kuhanje jušne osnove, da se uničijo fermentirajoči, fermentacijski mikroorganizmi in se sproži nadzorovana Maillardova reakcija. Celična masa se odstrani s pomočjo filtracije. Pridobljena jušna osnova se zgosti, da nastane  pasta in  se ustvarijo nadaljnji Maillardovi produkti. Med izhlapevanjem je dodana sol za izboljšanje mikrobiološke stabilnosti. Za izdelek v prahu se uporabi korak sušenja. 

## Sestava
Koruzna omaka vsebuje mešanico spojin, vključno s fermentacijskimi metaboliti, aminokislinami, organskimi kislinami, minerali in solmi. Spojine okusa in barve nastanejo po Maillardovi reakciji med fermentacijo, kuhanjem in sušenjem. Glutaminska kislina, alanin in prolin so najbolj pogosto prisotne aminokisline. 
Drugi metaboliti so ribotidi, sladkorji, organske kisline in γ-glutamil-dipeptidi, za katere je znano, da imajo lastnosti uravnavanja okusa.

## Označevanje
Na etiketah je navedena kot »koruzna omaka« ali »fermentirana koruzna omaka«, z navedbo uporabljenih sestavin (koruzni škrob, voda, sol).

## Varnost živil
Fermentacija živil z bakterijami rodu Corynebacterium je zelo prisotna v mnogih delih sveta. Globalna izpostavljenost tem mikroorganizmom pri fermentaciji živil zagotavlja varno uporabo in sprejemljivost za proizvodnjo živil po vsem svetu. Toksikološke študije so zanikale toksičnost koruzne omake.